# Kazuya Iwakura
Kazuya Iwakura (japanisch 岩倉 一弥 Iwakura Kazuya; * 26. April 1985 in der Präfektur Toyama) ist ein ehemaliger japanischer Fußballspieler.

## Karriere
Seinen ersten Vertrag unterschrieb er 2004 bei den Yokohama FC. Der Verein spielte in der zweithöchsten Liga des Landes, der J2 League. 2006 wurde er mit dem Verein Meister der J2 League und stieg in die J1 League auf. Für den Verein absolvierte er 21 Ligaspiele. 2008 wechselte er zum Drittligisten New Wave Kitakyushu. 2009 wechselte er zum Zweitligisten Tokyo Verdy. Für den Verein absolvierte er acht Ligaspiele. Ende 2009 beendete er seine Karriere als Fußballspieler.